# Now Look
Now Look är Ronnie Woods andra studioalbum, utgivet 1975. 

## Låtlista
Sida 1
1. "I Got Lost When I Found You" (Ron Wood/Bobby Womack) – 4:26
2. "Big Bayou" (Gib Gilbaeu) – 2:42
3. "Breathe on Me" – 6:32
4. "If You Don’t Want My Love" (Bobby Womack/Gordon DeWitty) – 4:18
5. "I Can Say She’s Alright" (Ronnie Wood/Bobby Womack) – 6:22

Sida 2
1. "Caribbean Boogie" – 2:23
2. "Now Look" – 3:53
3. "Sweet Baby Mine" (Jim Ford/Bobby Womack) – 3:28
4. "I Can’t Stand the Rain" (Donald Bryant/Ann Peebles/Bernard Miller) – 3:12
5. "It’s Unholy" – 6:28
6. "I Got a Feeling" (Bobby Womack/Ian McLagan/Jean Roussell) – 3:21

- Om inte annat anges är låtarna skrivna av Ronnie Wood.

## Medverkande
Musiker
- Ronnie Wood – sång, akustisk gitarr, rytmgitarr, sologitarr, pedal steel guitar
- Bobby Womack – gitarr, bakgrundssång (på "I Got Lost When I Found You", "Big Bayou", "If You Don't Want My Love", "I Can Say She's Alright", "Sweet Baby Mine" och "I Got a Feeling")
- Ian McLagan – orgel, piano, keyboard, bakgrundssång
- Willie Weeks – basgitarr
- Andy Newmark – trummor, percussion
- Jean Roussel – synthesizer, keyboard, piano, clavinet (på "I Got Lost When I Found You", "Big Bayou", "If You Don't Want My Love", "I Can Say She's Alright", "Sweet Baby Mine" och "I Got a Feeling")
- Keith Richards – gitarr (på "I Can Say She's Alright" och "I Can't Stand the Rain"), körsång (på "Breathe On Me")
- Kenney Jones – trummor (på "Caribbean Boogie" och "Now Look")
- Womack Sisters – bakgrundssång (på "I Got a Feeling")
- Mick Taylor – slidegitarr (på "It's Unholy")

Produktion
- Ronnie Wood, Bobby Womack, Ian McLagan – musikproducent
- Keith Harwood – ljudtekniker
- Nigel Molden – koordinator
- AGI, Mike Doud, Ronnie Wood – omslagsdesign
- Chevy Kevorkian – foto